# ジョン・イングルス
ジョン・イングルス（John Ingles、1842年1月6日 - 1919年10月2日）は、イギリスの海軍士官である。
1887年から1893年まで、日本に招聘されて海軍大学校教授および帝国海軍顧問を務めた。舷側速射砲を装備した高速軍艦の使用や、火力を発揮するための単縦陣の使用など、大日本帝国海軍の戦術を開発した。大日本帝国海軍は後にこの戦術を用いて、日清戦争の黄海海戦で北洋艦隊を撃破した。
1897年5月に少将まで昇進して退役した。

## 生涯

### 若年期と教育
1842年1月6日にイギリス・ロンドンのハンズ・プレイスで生まれた。1855年10月11日に海軍士官候補生となった。

### イギリス海軍

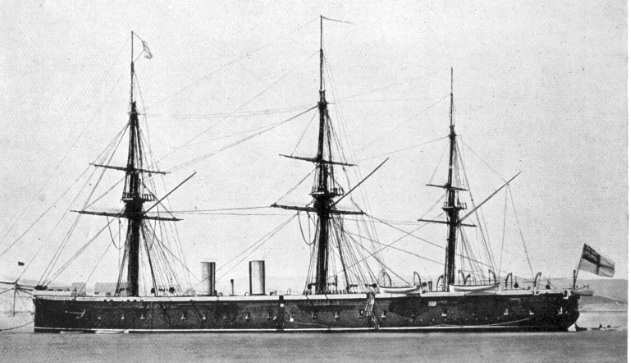
装甲フリゲート「アキリーズ」

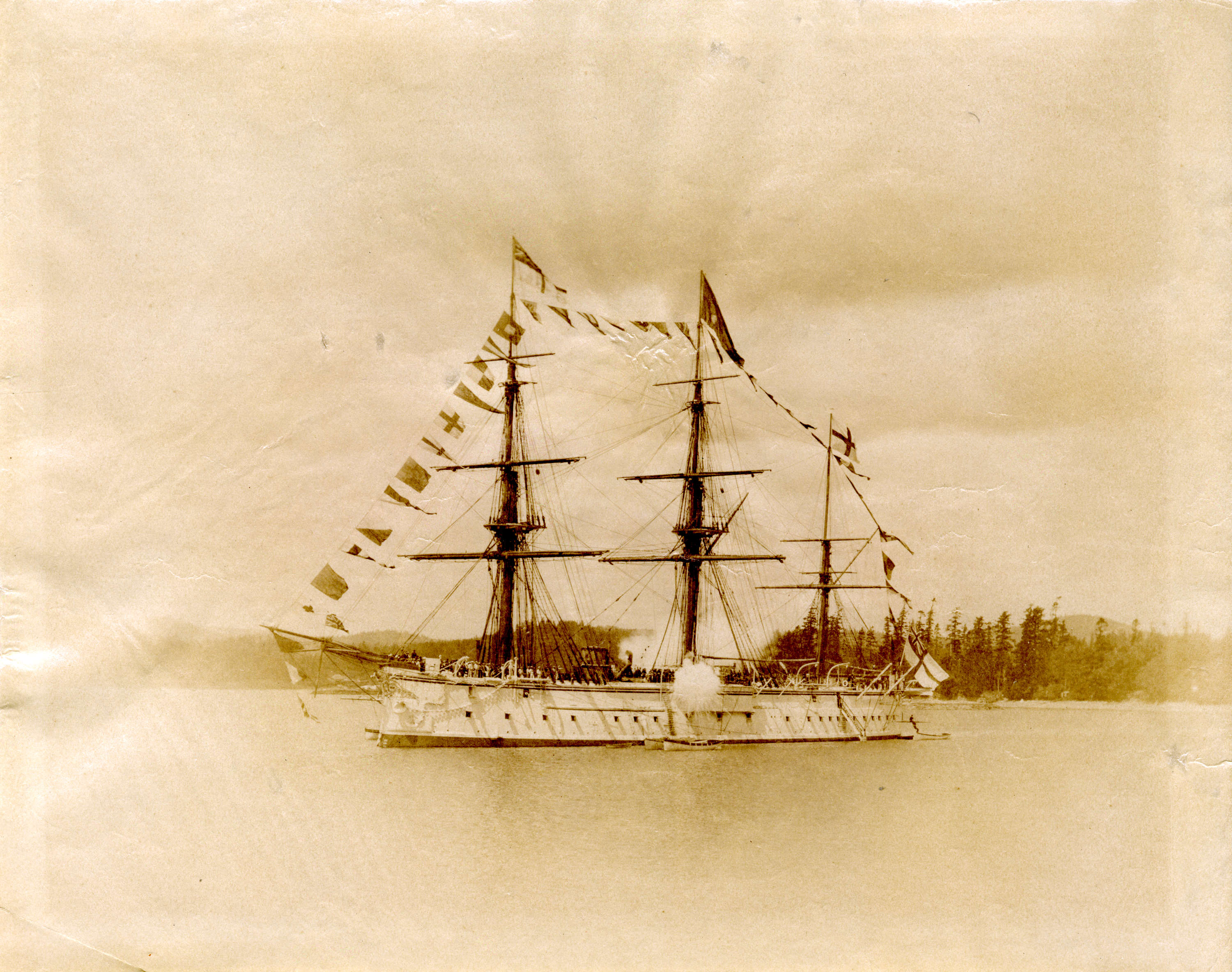
装甲艦「トライアンフ」

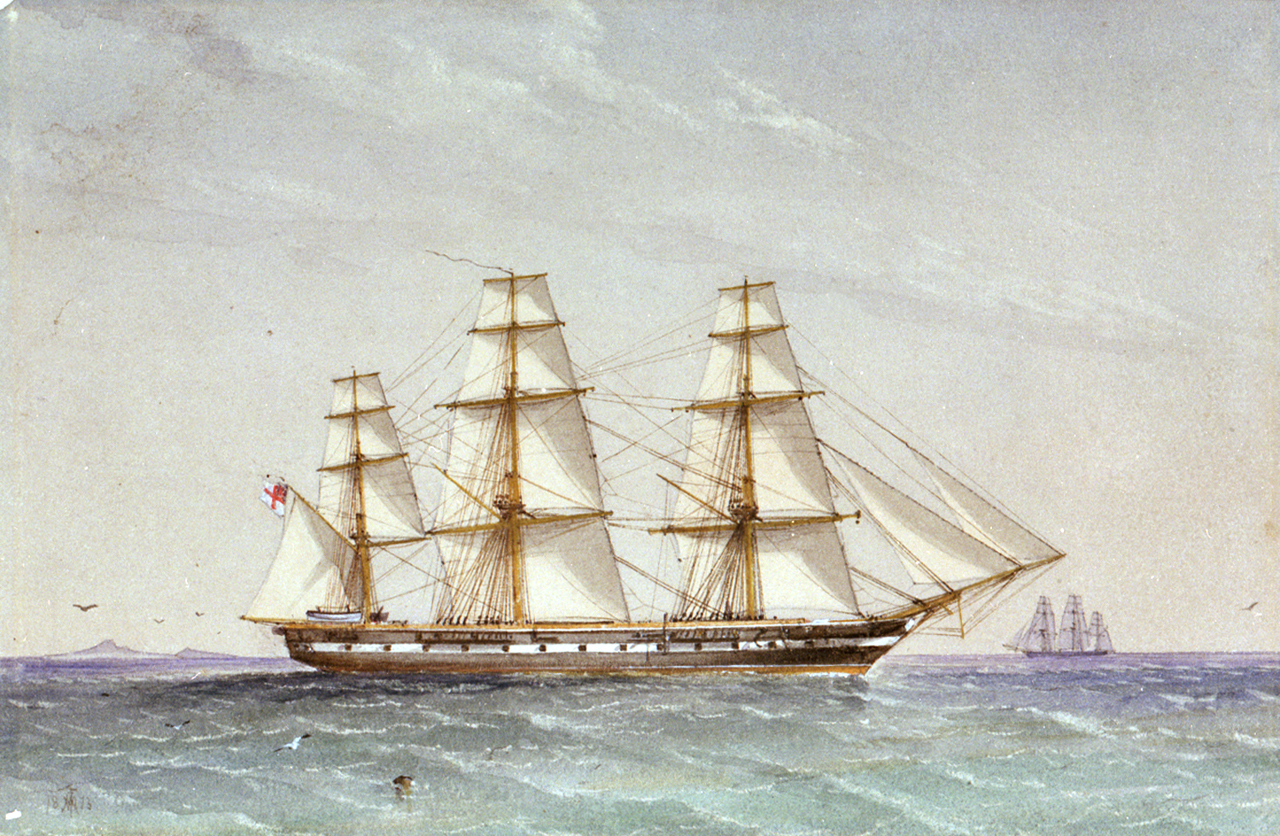
フリゲート「エンディミオン」

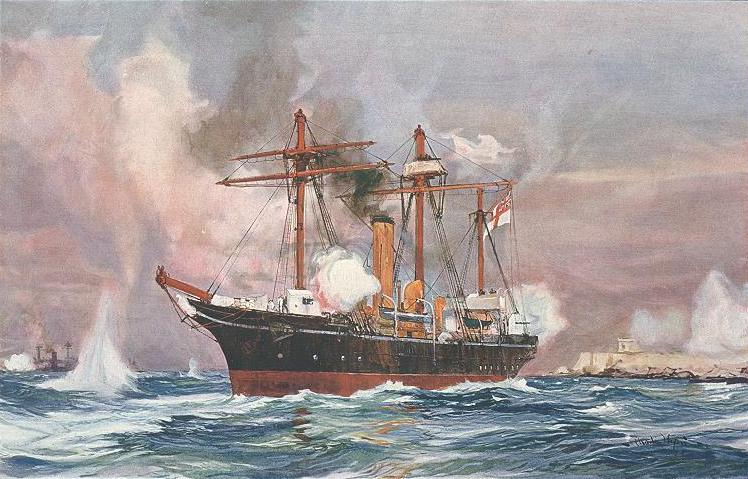
砲艦「グリフィン」と同型の「コンドル」

1861年1月7日に中尉となり、同年8月9日には地中海艦隊の戦艦「マース」（排水量2,573トン）に乗艦して大尉に昇進した。1862年4月17日、砲兵大尉に叙任された。1864年9月14日、新たに建造された海峡艦隊の装甲フリゲート「アキリーズ」（6,121トン）に乗艦した。1865年12月16日、デヴォンポート海軍基地の砲術訓練艦「ケンブリッジ」（2,139トン）に転属した。1868年10月28日、改修を経た「アキリーズ」（5,234トン）に復帰した。1872年9月2日に中佐に昇進した。1873年3月15日には鉄甲艦「トライアンフ」（6,640トン）に乗艦した。1876年12月1日、沿岸警備隊のフリゲート「エンディミオン」（3,197トン）に乗艦した。1879年3月8日、東インド艦隊の木鉄砲艦「ライフルマン」（592トン）の艦長に就任した。1881年1月24日、北アメリカ・西インド艦隊の木鉄砲艦「グリフィン」（780トン）の艦長に任命された。1882年6月30日に大佐に昇進し、1883年9月29日に王立海軍大学に入学した。1886年1月1日、補給艦「オーグジリャリ」（2500トン）の艦長に就任した。

### 日本への招聘
1887年（明治20年）、イギリスを訪問した日本の海軍大臣・西郷従道に要請されて、日本で新設された海軍大学校の初代教官に就任した。当初はイギリスから3年間の休職を許されていたが、日本の要請により、さらに3年間の休職を許された。
日本はイングルスを「生きた百科事典」のように扱い、イングルスを通してイギリスからあらゆる海軍の知識を得た。日本で甲鉄艦を買うかどうかの議論があった時には反対したが、日本は甲鉄艦を買うことにした。清国海軍に招聘されていたウィリアム・ラングが北洋艦隊に対して最新式の雁行陣の訓練を行ったのに対し、日本では単縦陣を採用し、敵艦隊との距離を速力でコントロールし、火力が優勢な舷側速射砲を使用するように訓練した。黄海海戦で日本軍が北洋艦隊を撃破したことで、単縦陣は世界の海軍戦術の主流となった。その後数十年間、日本の海軍はイングルスが提唱した「速力・火力・砲術」の原則を踏襲していた。

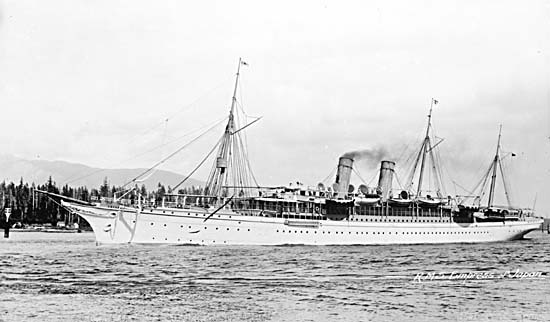
「エンプレス・オブ・ジャパン」号

1893年（明治26年）10月、イングルスは「エンプレス・オブ・ジャパン」号でイギリスに帰国した。帰国前、イングルス夫妻は天皇・皇后に謁見した。日本政府は盛大な送別会を開き、日本への功労に対する感謝の意を示した。送別会には海軍大臣西郷従道、前海軍大臣仁礼景範、海軍大学校校長中牟田倉之助、横須賀鎮守府司令長官井上良馨、宮内省の三宮義胤（後の男爵。妻はイギリス人）、イギリスの中国艦隊司令エドモンド・フリーマントルらが参列した。

### 帰国後

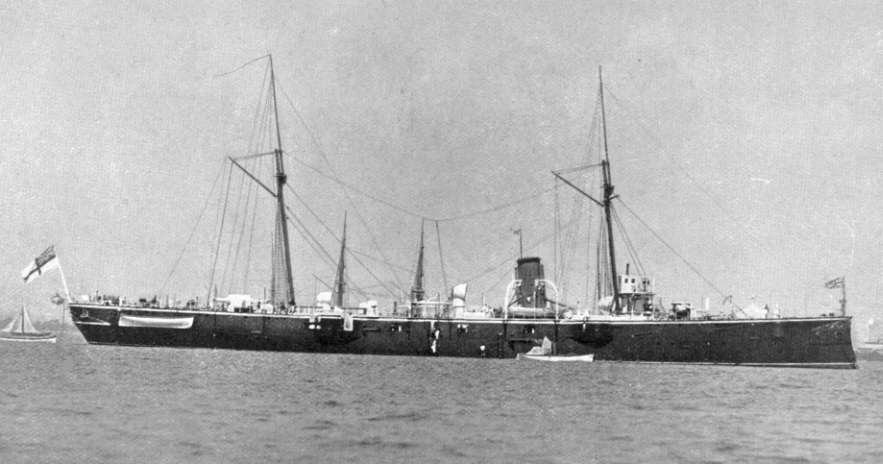
防護巡洋艦「マージー」

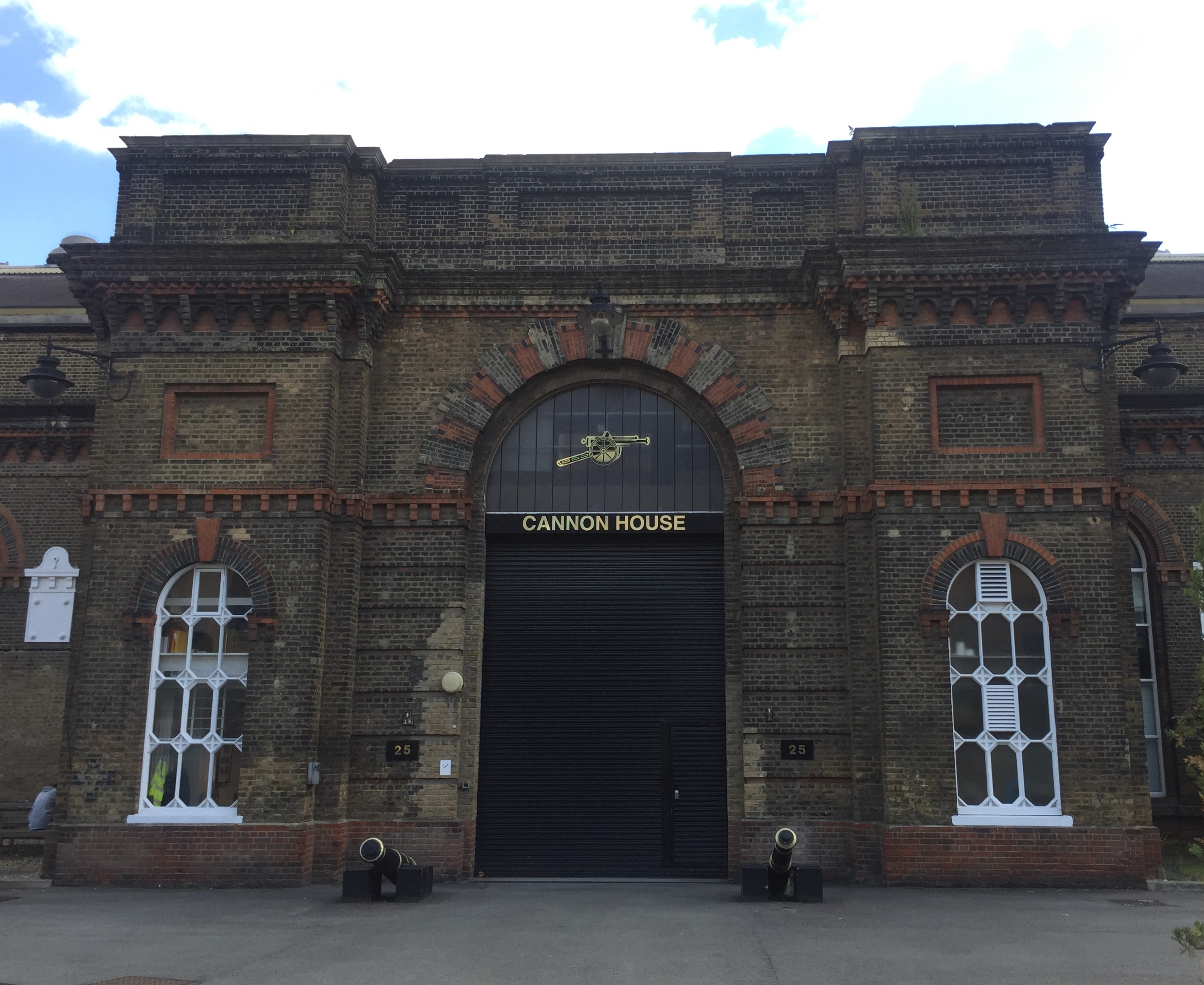
王立兵器廠

1894年2月5日、防護巡洋艦「マージー」（4,050トン）の艦長となった。1894年7月には王立兵器廠廠長に就任した。1895年1月から1897年1月まで、女王ヴィクトリアの個人副官を務めた。1897年5月に退役し、少将に昇進した:635。
1919年10月2日、イギリス・ハンプシャーで死去した。

## 著作と意見
海軍大学校の第3期（1890 - 1891年）の講義は、1892年に『海軍戦術講義録』として出版された。その中で、単縦陣と単横陣の過去の対戦の例を挙げ、横陣における旋回の困難さや混乱などの欠点を指摘し、横陣に対しては縦陣で対応する戦術を提案している。
豊島沖海戦の後、『ペルメル・ガゼット』は1894年8月18日号にイングルスの意見を掲載した。その中で、日本の海軍将校たちはアメリカ海軍のマハン大佐の制海権理論を信じており、日本軍が採用する戦術は、清軍の海上援軍を阻止するために渤海を封鎖し、朝鮮北部では清軍の陸上援軍を阻止することで、日本軍の援軍を清軍よりも速く現地に到着させることになるのではないかと予測していた。8月10日の威海への連合艦隊の接近については、日本は軍艦を温存しようとして威海砲台への攻撃に消極的であり、これは武力偵察に過ぎず、北洋艦隊基地への強攻ではなかったとした。
1904年の日露戦争の旅順口海戦の際、イングルスは「日本の若い海軍将校はヨーロッパのどの国（ただしイギリスを除く）よりも優れていただろう」とコメントした。 10年前の威海衛の戦いでは、日本軍は魚雷の使用の非常に不利な条件下で攻撃し、北洋艦隊の鉄甲艦を撃沈した。旅順要塞は強かったが、いったんロシア艦隊を港に閉じ込めてしまえば、砲擊に対して港内に運動の余地がなく、そこは死地になっていた。

## 栄誉
1892年10月23日、日本政府より勲二等瑞宝章を授与された。

## 私生活
1866年1月にキャサリン・ソフィア・グレニー(Catherine Sophia Glennie)と結婚し、3男3女をもうけた。次女のキャサリン・イングルス(Katherine Ingles)はイギリス陸軍准将ウィフレッド・エレショーと結婚した。
次男のジョン・アレクサンダー・イングルス（John Alexander Ingles。1875年7月27日 - 1934年4月20日）は海軍大佐となり、1913年12月1日に防護巡洋艦「ペガサス」の艦長に任命された。第一次世界大戦中のザンジバルの戦いにおいて、修理中の「ペガサス」はドイツの軽巡洋艦「ケーニヒスベルク」の砲撃を受けて撃沈された。